# Deutsche Gesellschaft für Verbrennungsmedizin
Die Deutsche Gesellschaft für Verbrennungsmedizin e. V. (DGV) ist eine wissenschaftliche und berufsständische Fachgesellschaft. Ziel ist die Förderung von Forschung, Prophylaxe, Prävention und Therapie auf dem Gebiet der Behandlung Brandverletzter in Deutschland. Sie engagiert sich ebenfalls im Bereich der ärztlichen und nichtärztlichen Fort- und Weiterbildung auf dem Gebiet der Verbrennungsmedizin. Die Fachgesellschaft ist Mitglied der Arbeitsgemeinschaft der Wissenschaftlichen Medizinischen Fachgesellschaften und der European Burn Association. Sitz der Gesellschaft ist Berlin. Die Geschäftsstelle befindet sich im Langenbeck-Virchow-Haus in Berlin.

## Struktur

### Mitglieder
Die Mitglieder setzen sich zusammen aus ordentlichen Mitgliedern, außerordentlichen Mitgliedern, Fördermitgliedern sowie Ehrenmitgliedern. Ordentliche Mitglieder sind Fachärzte für Plastische Chirurgie, die in der Behandlung Brandverletzter tätig sind. Außerordentliche Mitglieder sind Ärzte und nichtärztliches Personal, das in der Behandlung Brandverletzter tätig ist. Im Gegensatz zu ordentlichen Mitgliedern sind sie nicht stimmberechtigt. Nach zweijähriger Mitgliedschaft kann eine ordentliche Mitgliedschaft beantragt werden. Fördermitglieder können natürliche und juristische Personen werden, die die Belange der Verbrennungsmedizin besonders fördern wollen.
Ärzte, die sich in besonderer Weise um die Verbrennungsmedizin verdient gemacht haben, können zu Ehrenmitgliedern ernannt werden. Nichtärztliche Personen können mit einer korrespondierenden Mitgliedschaft geehrt werden.

### Vorstand
Der Vorstand setzt sich zusammen aus dem Präsidenten, dem Vizepräsidenten, einem Sekretär sowie dem Kassenführer. Voraussetzung für die Mitgliedschaft im Vorstand ist eine Tätigkeit als Chefarzt, Leitender Arzt oder Oberarzt an einem Verbrennungszentrum. Der Vorstand wird durch die Mitgliederversammlung gewählt, die einmal jährlich zusammentritt.
Präsidenten:
- 1991–1994: Johannes Bruck
- 1994–1997: ?
- 1997–1999: Michael Steen
- 1999–2001: ?
- 2001–2003: Norbert Pallua
- 2003–2005: Hans-Eberhard Schaller
- 2005–2007: Peter Mailänder
- 2007–2009: Peter M. Vogt
- 2009–2011: Franz Jostkleigrewe
- 2011–2013: Bernd Hartmann
- 2013–2015: Bert Reichert
- 2015–2017: Hans-Oliver Rennekampff
- 2017–2019: Henrik Menke
- 2019–2021: Marcus Lehnhardt
- 2021–2023: Ulrich Kneser
- 2024–2026: Frank Siemers

## Publikationen und Arbeit
Der Verein veröffentlicht Empfehlungen, Stellungnahmen und Leitlinien zu Themengebieten der Verbrennungsmedizin und zur technischen und personellen Ausstattung von Verbrennungszentren. Bis 2011 wurde ein elektronisches Journal auf dem Portal German Medical Science herausgegeben, das Journal GMS Verbrennungsmedizin.
Seit 2012 wird gemeinsam mit der Deutschen Gesellschaft der Plastischen, Rekonstruktiven und Ästhetischen Chirurgen das E-Journal GMS German Plastic, Reconstructive and Aesthetic Surgery – Burn and Hand Surgery herausgegeben.